# Васьковцы (Изяславский район)
Васьковцы (укр. Васьківці) — село в Изяславском районе Хмельницкой области Украины.
Расположено на правом берегу реки Горынь (приток Припяти).
Население по переписи 2001 года составляло 561 человек. Почтовый индекс — 30309. Телефонный код — 3852. Занимает площадь 1,582 км². Код КОАТУУ — 6822182602.

## Местный совет
30350, Хмельницкая обл., Изяславский р-н, с. Клубовка, ул. Б. Хмельницкого, 88